# Henck Arron
Henck Alphonsus Eugène Arron (Paramaribo, 25 de abril de 1936-Alphen aan den Rijn, Países Bajos, 4 de diciembre de 2000) fue un político surinamés líder del Partido Nacional de Surinam. En 1973 gana las elecciones generales en Surinam para adquirir un autogobierno. Líder de la independencia de su país el 25 de noviembre de 1975. En 1977 es nombrado primer ministro, cargo que ocupa hasta 1980, cuando es derrocado por un golpe de Estado llamado «Revolución de los Sargentos» dirigido por Desi Bouterse; su gobierno es acusado de corrupción y destituido. En las elecciones generales de 1987 Arron fue elegido primer ministro con Ramsewak Shankar como presidente. Derrocado por Bouterse en 1990, se exilia en Países Bajos. Antes de morir viaja en 2000 a Surinam.

## Biografía
Henck Arron nació en Paramaribo, Surinam el 25 de abril de 1936. En 1956 terminó la escuela secundaria y viajó a los Países Bajos para trabajar en la banca. Durante varios años Arron trabajó en el Banco Amsterdamche. Luego viajó nuevamente a Surinam para trabajar en el Banco nacional, llamado Hakrinbank. En 1963 se convirtió en director adjunto del Hakrinbank.
En 1961 funda junto con varias personas el Partido Nacional de Surinam. En 1969 se convirtió en líder interino del partido, y en 1970 Arron fue nombrado presidente de Fuentes de Energía Nuclear. En las elecciones de 1973 el PNS formó una coalición con los partidos Partido Republicano Nacionalista, Partido Popular Progresista de Surinam y el KTPI. La coalición obtuvo 22 de los 39 escaños en la Asamblea Nacional. En el gabinete fue nombrado primer ministro al mismo tiempo que ministro de Hacienda.
El 15 de febrero de 1974 Arron exclamaba al pueblo que para 1975 el país debía alcanzar su independencia definitivamente. El líder opositor Jagernath Lachmon le hizo un gran frente, pero Arron perseveró. Pronto se encargó personalmente de las negociaciones con los Países Bajos. Finalmente los hindúes que apoyaban a Lachmon lo dejaron.
Finalmente el 25 de noviembre de 1975 Surinam celebró su independencia. Arron fue nombrado primer ministro y ministro de relaciones exteriores, mientras que el almirante Johan Ferrier se convirtió en el primer presidente del país. Las elecciones para el primer ministro fueron suspendidas hasta 1977 cuando fueron celebradas elecciones en las que obtuvo la victoria Arron, aunque muchos lo consideraron como fraude electoral.
El gobierno solo duró hasta el 12 de febrero de 1980 cuando un golpe de Estado llamado ``La Revolución de los Sargentos´´ dirigido por 16 militares a la cabeza Desi Bouterse se hizo con el poder. El gobierno de Arron fue acusado de corrupto y rápidamente destituido, y las elecciones presidenciales pautadas para marzo de ese año no continuaron. Arron fue encarcelado bajo arresto domiciliario.
En las elecciones celebradas en diciembre de 1987 el Frente para la Democracia y el Desarrollo triunfó sobre el gobierno de Bouterse. Ramsewak Shankar fue nombrado presidente y su gabinete fue compuesto por Arron como primer ministro. El gobierno civil duró solo 2 años, ya que en 1990 un golpe de Estado llamado «El Golpe del Teléfono» destituyó a Shankar y Arron huyó a Países Bajos.
El 25 de noviembre de 2000 Arron viajó por última vez a Surinam para reunirse con el presidente Ronald Venetiaan. Durante el 25 aniversario de la independencia de Surinam recibió la estrella amarilla, premio más alto en el país.
Arron cedió una entrevista en diciembre de 2000 al instituto tropical real de Países Bajos, junto con Jagernath Lachmon. En la entrevista admitió que ninguno de los gobiernos que habían pasado en Surinam habían cumplido adecuadamente. Durante la noche del 4 de diciembre de 2000 murió de un paro cardíaco, a sus 64 años.
- Datos: Q1604941
- Multimedia: Henck Arron / Q1604941